# Fright Night - Il vampiro della porta accanto
Fright Night - Il vampiro della porta accanto (Fright Night) è un film del 2011 diretto da Craig Gillespie, remake del film del 1985 Ammazzavampiri scritto e diretto da Tom Holland.
Il film è interpretato da Anton Yelchin, Colin Farrell, Toni Collette, Imogen Poots e David Tennant.

## Trama
Al diplomando Charlie Brewster le cose non potrebbero andare meglio: è diventato un ragazzo particolarmente popolare ed è riuscito a conquistare il cuore di Amy Peterson la ragazza più ambita del liceo. È diventato così cool che ha anche cominciato a trascurare il suo migliore amico, nerd, Ed Thompson. Ma i guai arrivano quando nella casa accanto alla sua si trasferisce un nuovo vicino, un certo Jerry. Il nuovo arrivato ha l'aria di un bravo ragazzo, eppure c'è qualcosa che non va, qualcosa che nessuno, perfino Jane la madre di Charlie, riesce a notare. Solo Ed capisce la verità: Jerry è un vampiro che sceglie le sue vittime nel quartiere. Cerca di convincere Charlie di ciò, ma lui non gli crede, dicendo di essere cresciuto e che quelli erano giochi da bambino, arrivando così a litigare. Ed si allontana, ma è costretto a fuggire da un bullo che lo perseguita. Fuggendo, però, incontra Jerry, intenzionato a succhiargli il sangue. Si rifugia in una casa, dove il vampiro non potrebbe entrare, poiché non era stato invitato. La casa, però, è disabitata, e quindi per Jerry non c'è bisogno di un invito. Così, riesce a succhiare il sangue ad Ed. 
Qualche giorno dopo Jerry si reca a casa di Charlie per chiedere delle birre, ma, quando Charlie, che non l'aveva invitato, nota che Jerry non può varcare la soglia di casa, ripensa ai sospetti di Ed e sta ben attento a non dirgli di entrare. Poco dopo vede una ragazza entrare in casa di Jerry e la sente strillare. Così, quando Jerry si è allontanato, Charlie si introduce in casa sua. Improvvisamente, però, lui fa ritorno, e Charlie si nasconde in un armadio. Dietro all'armadio scopre un corridoio collegato a varie celle, in ognuna di queste trova una vittima del vampiro. Ne apre una dove trova la ragazza di poco prima. Jerry però cerca di entrare nel corridoio e Charlie si nasconde in una cella vuota, guardandolo mentre succhia il sangue alla ragazza e si allontana.
A questo punto, assieme alla ragazza, ancora viva, riesce a fuggire. La luce del sole però uccide la ragazza, ormai divenuta un vampiro, lasciando scioccato Charlie. Jerry, intanto, vede Charlie, ma non interviene per via della luce del sole. Quella sera, però, Jerry si reca a casa di Charlie (dove sono presenti anche la madre e Amy). Charlie riesce a convincere sua madre a non farlo entrare, ma Jerry fa esplodere la casa: se non c'è più una casa non c'è bisogno di un invito. Riescono tuttavia a salvarsi scappando in macchina. Charlie però decide di recarsi, con Amy, a chiedere aiuto a Peter Vincent, un uomo che conduce uno spettacolo affermando di essere un cacciatore di vampiri. Peter, però, non crede a Charlie, pensando sia matto. Intanto, arriva un facchino che Peter invita ad entrare. Si scopre però che in realtà è Ed, ormai vampirizzato, accompagnato da Jerry.
Dopo uno scontro, Ed viene ucciso con un manico di ascia piantato nel cuore, e Charlie riesce a scappare, non riuscendo però a salvare la sua fidanzata dal diventare un vampiro. Tornato da Peter, gli racconta l'accaduto. Peter ammette che lui è divenuto cacciatore di vampiri dopo che i suoi genitori furono uccisi da uno di loro. Decidono, nonostante l'iniziale riluttanza di Peter, di cercare di uccidere Jerry con un paletto di frassino benedetto da San Michele, riportando così alla normalità le sue vittime, quindi, anche Amy. Si recano così nell'abitazione del vampiro, combattendo un intero clan e rimanendo intrappolati in un punto dove arriva il sole, mentre i vampiri aspettano il tramonto. Charlie però si fa bruciare da Peter al giubbotto, gettandosi contro Jerry ed infilandogli il paletto di frassino nel cuore, riportando così tutti alla normalità, compresa Amy e Peter che stava per diventare un vampiro anche lui.

## Produzione
Con un budget stimato attorno ai 30 milioni di dollari, le riprese si sono svolte interamente ad Albuquerque, nel Nuovo Messico, tra luglio e ottobre 2010.

## Distribuzione
Il 13 maggio 2011 è stato diffuso il primo trailer ufficiale del film. La distribuzione nelle sale cinematografiche statunitensi è avvenuta il 19 agosto 2011, mentre in Italia ad una settimana di distanza, ovvero il 26 agosto, con il divieto ai minori di 14 anni.

## Cameo
Chris Sarandon che ha interpretato il ruolo del vampiro Jerry nel film originale del 1985, appare in un cameo come un automobilista ucciso dal vampiro (il suo personaggio è accreditato come "Jay Dee", come le iniziali del suo personaggio originale).
Nessun cameo invece per William Ragsdale, l'attore che interpretò Charley Brewster sia nella pellicola del 1985 sia nel suo sequel del 1988.

## Altri remake del filmAmmazzavampiri
Nell'ottobre 2013 è uscito il film Fright Night 2 - Sangue fresco  (Fright Night 2: New Blood) direttamente in versione DVD, che, però, a dispetto del titolo, non ha nulla a che fare con Fright Night - Il vampiro della porta accanto ed è piuttosto una diversa rivisitazione del film del 1985 Ammazzavampiri.

## Differenze dall'originale
- Nel remake non è presente il personaggio di Billy Cole, il servo semi-immortale di Jerry Dandrige.
- Nel film originale, Charlie è un teenager appassionato di film horror sui vampiri. Nel remake invece no.
- Nel film originale Jerry Dandrige può trasformarsi in un enorme pipistrello, nel remake ciò non avviene.
- Il personaggio di Peter Vincent è diverso nelle due pellicole: nel primo film Peter è un attore e conduttore televisivo in declino sulla sessantina, dai capelli grigi e dai modi gentili, con un portamento e un vestiario che ricorda il personaggio del Dottor. Abraham Van Helsing. Nel remake è invece un attore teatrale quarantenne, di discreto successo, che recita la parte di un fantomatico medium di Las Vegas dallo stile dark e il gusto per la spettacolarizzazione, ha un carattere scontroso ed ha il vizio di bere alcolici in gran quantità.
- Nel film originale Jerry Dandrige non fa esplodere la casa dei Brewster.
- Nel film originale la madre di Charlie non viene mai a sapere che Jerry è un vampiro e non si ritrova mai coinvolta negli eventi.
- Nel film originale Ed Thompson, l'amico di Charlie vampirizzato da Jerry, si può trasformare in un lupo, cosa che non succede nel remake.
- La figura di Ed Thompson è decisamente diversa nei due film, nel remake, oltre ad essere il migliore amico di Charlie, è un giovane superstizioso e fanatico dei vampiri ed è proprio lui a scoprire per primo che Jerry Dandrige è un non-morto. Nel film originale avviene tutto l'opposto, è Charlie che si mette ad indagare e Ed non gli crede.
- Nel remake Ed Thompson viene ucciso da Charlie dopo aver ingaggiato con lui una sanguinolenta lotta, nel film originale invece Ed non muore, Peter Vincent lo impala con la gamba spezzata di un mobile, ferendolo gravemente, ma alla fine del film viene suggerito che il giovane vampiro sia sopravvissuto.
- Nel remake i genitori di Peter Vincent sono stati uccisi da Jerry quando Peter era ancora un ragazzino, nel primo film non avviene nulla di tutto ciò e Peter, prima di conoscere Charlie, non aveva mai incontrato un vero vampiro.